# Dicranomyia (Dicranomyia) bidigitata
Dicranomyia (Dicranomyia) bidigitata is een tweevleugelige uit de familie steltmuggen (Limoniidae). De soort komt voor in het Afrotropisch gebied.